# Schnarup-Thumby
Schnarup-Thumby település Németországban, Schleswig-Holstein tartományban. Lakosainak száma 532 fő (2023. december 31.). Schnarup-Thumby Mohrkirch és Böel községekkel határos.

## Népesség
A település népességének változása:
| Lakosok száma | 592  | 553  | 541  | 549  | 542  | 544  | 532  |
|               | 1975 | 2015 | 2017 | 2019 | 2021 | 2022 | 2023 |